# Pattadakal
Pattadakal, známé rovněž jako Raktapura, je indické město ve státě Karnátaka. Je známé zejména díky skupině zachovalých památek, především hinduistických chrámů, vystavěných v 8. století. Největší a asi nejznámější z chrámů je chrám Virupákša. Pro svou historickou hodnotu byly zdejší památky v roce 1987 přijaty na Seznam světového dědictví UNESCO.